# Патрик Килпатрик
Роберт Доналд Килпатрик млађи (енгл. Robert Donald Kilpatrick, Jr.; Оринџ, Вирџинија, 20. август 1949), познатији као Патрик Килпатрик (енгл. Patrick Kilpatrick), амерички је филмски и телевизијски глумац.